# Вигодський Соломон Львович
Вигодський Соломон Львович (1899 , Ічня, Чернігівська губернія  — 13 грудня 1978 , Ленінград ) — радянський економіст, професор (1938) Академії суспільних наук при ЦК КПРС, доктор економічних наук (1939). Завідувач кафедри політичної економії МДУ (1941-1943), Заслужений діяч науки РРФСР.

## Біографія
Народився в 1899 році в Ічні Борзнянського повіту Чернігівської губернії.
Закінчив факультет суспільних наук МДУ (1924). На науково-педагогічній роботі з 1923 року. У 1924-26 рр. викладав політекономію на робітфаку ім. Артема Московської гірничої академії.
Працював у МДУ, професор (1938), завідувач загальноуніверситетської кафедрою політичної економії (1941-1943). У Московському університеті читав курс лекцій з політичної економії капіталізму; вів спецсемінар по «Капіталу» К.Маркса. З 1931 року на кафедрі почали виходити «коментарі» до різних томів «Капіталу» К. Маркса, які підготував Д.Й. Розенберг. Надалі ці роботи Д.Й. Розенберга перевидавалися під редакцією С.Л. Вигодського (1961).
Позаштатний консультант групи грошового обігу НКФ СРСР у період підготовки та проведення грошової реформи 1947 року.
З 1948 року перейшов на кафедру політичної економії Академії суспільних наук при ЦК КПРС.
Область наукових інтересів: проблеми економіки сучасного капіталізму, теорія монопольної ціни і монопольного прибутку, питання капіталістичного відтворення в умовах науково-технічної революції. Автор понад ста наукових праць, які були перекладені болгарською, німецькою, англійською, румунською, французькою мовами.
Помер 13 грудня 1978 року.
Син Віталій (1928-1998) - економіст, доктор економічних наук (1974).

## Вибрані праці
- Выгодский С. Л. Очерки по теории кредита К. Маркса / С. Выгодский. — Москва ; Ленинград : Московский рабочий, [1929]
- Выгодский С. Л. Основы теории кредита / С. Л. Выгодский; Центр. заочные курсы финансово-эконом. наук НКФ СССР и Моск. промышл.-эконом. ин-та им. А. И. Рыкова. — Москва : Гос. финансовое изд-во СССР, 1929
- Выгодский С. Л. Сельскохозяйственный кредит в дореволюционной России : Опыт экон. анализа финансирования хлопководства, льноводства и свекловодства / С. Л. Выгодский; Под ред. А. И. Гайстера Ком. акад. Аграрный ин-т. — Москва : Гос. изд-во с.-х. и колхоз.-кооп. лит-ры, 1931
- Выгодский С. Л. Кредит и кредитная политика в США : Кредитная политика федеральной резервной системы / С. Выгодский; Акад. наук СССР. Ин-т мирового хоз-ва и мировой политики. — Москва : Соцэкгиз, 1936
- Выгодский С. Л. Кредит и кредитная политика Соединенных Штатов Америки : Опыт экон. анализа роли центр. банков в эпоху империализма / Проф. С. Л. Выгодский, д-р экон. наук; Моск. ордена Ленина гос. ун-т им. М. В. Ломоносова, Кафедра полит. экономии. — 2-е изд., перераб. и доп. — Москва : Госфиниздат, 1940.
- Выгодский С. Л. Торговый капитал и торговая прибыль : Стенограмма лекции, прочит. в Высш. парт. школе при ЦК ВКП(б) / Д-р экон. наук С. Л. Выгодский. — Москва : Б. и., 1945
- Выгодский С. Л. Средняя прибыль и цена производства. — [Москва] : Госполитиздат, 1947
- Выгодский С. Л. Новые явления в экспорте капитала после Второй мировой войны : Стенограмма публичной лекции, прочит. 11-го сент. 1947 г. в Центр. лектории О-ва в Москве / Всесоюз. о-во по распространению полит. и науч. знаний. — Москва : [Правда], 1947
- Выгодский С. Л. Основной экономический закон современного капитализма : Перераб. стенограмма публичных лекций.. / Всесоюз. о-во по распространению полит. и науч. знаний. — Москва : Знание, 1953.
- Выгодский С. Л. Предмет политической экономии : Перераб. стенограмма публичной лекции.. / Всесоюз. о-во по распространению полит. и науч. знаний. — Москва : Знание, 1954.
- Выгодский С. Л. Некоторые вопросы соревнования социализма с капитализмом на современном этапе / Всесоюз. о-во по распространению полит. и науч. знаний. — Москва : Знание, 1956.
- Выгодский С. Л. Теория средней прибыли и цены производства К. Маркса в свете современных данных. — Москва : Госполитиздат, 1956.
- Выгодский С. Л. Очерки теории современного капитализма. — Москва : Экономиздат, 1961.
- Выгодский С. Л. Современный капитализм : (Опыт теорет. анализа) / Акад. обществ. наук при ЦК КПСС. Кафедра экон. наук. — Москва : Мысль, 1969.
- Выгодский С. Л. Современный капитализм : (Опыт теорет. анализа) / Акад. обществ. наук при ЦК КПСС. Кафедра марксистско-ленинской полит. экономии. — Москва : Мысль, 1975.